# Lista över skeppsbrott under 2009
Lista över skeppsbrott under 2009 inkluderar de skeppsbrott där fartyg förlist eller försvunnit under 2009.

## Januari

### 11 januari
MV Teratai Prima var på väg från Sulawesi till Kalimantan när hon kapsejsade i hårda orkanvindar. Färjan hade mer än 300 personer ombord när hon havererade.  Det fanns bara 42 överlevande inklusive kaptenen. Fler än 200 människor saknades efter denna tragedi. 

 Överlevande uppgav att färjan träffades av två stora vågor varav den första fick färjan ur balans och lite senare kom den andra och sköljde ner den i havet.

## Mars

### 27 mars
En fiskebåt transporterade närmare 300 flyktingar, de kom från: Egypten, Tunisien, Palestina och Nigeria. Fiskebåten klarade inte av att bära så många personer samtidigt och inkommande sjögång gjorde inte saken bättre. Båten välte och bara 21 klarade sig.

## Juli

### 26 juli
En båt utan namn som transporterade 203 flyktingar kapsejsade och sjönk i närheten till Turks- och Caicosöarna. 79 miste livet.

## Augusti

### 6 augusti
MV Princess Ashika sjönk 86 km väster om Nuku'alofa. Ombord fanns 126 personer, av dem kunde 54 räddas medan 72 omkom. 

## September

### 6 september
Superferry 9 var en stor filippinsk last- och passagerarfärja som kantrade och sjönk efter man fått problem med lasten under sjögång. 
Av 866 personer ombord omkom 10 i incidenten.

### 9 september
En färja i Sierra Leone som kallades "Teh Teh" hade tagit ombord 260 personer och majoriteten var skolbarn som var på väg hem efter sommarlovet. Färjan sjönk i ett fruktansvärt oväder. Bara 40 räddades av polisen.   Man bärgade 120 döda kroppar, de flesta hittades längs stranden. Ytterligare 100 personer saknades. Haveriet ägde rum 12 km utanför Sierra Leones huvudstad Freetown. Orsaken till olyckan var att färjans motorer stannade i det hårda vädret, båtens långsida vändes mot vågorna vilket fick den att välta.

### 10 september
En båt i Sierra Leone havererade sydost från Sierra Leones huvudstad Freetown. Biträdande transportminister Hanciles Osmond sade på torsdagen att det fanns omkring 300 människor ombord. Enligt hamn direktören i Tombo hade 40 människor räddats och minst 16 döda kroppar tagits upp. Resterande saknades. De flesta var skolbarn på väg till skolan. Olyckan uppges ha gått mycket fort, båten sjönk i hårt väder och det fanns inga flytvästar ombord. När det hårda vädret hade avtagit åkte anhöriga ut med båtar till haveriplatsen för att hedra alla omkomna, de flesta var föräldrar till drunknade barn. 